# 劍王朝
《劍王朝》是中國小說家無罪創作的網路小說作品，於《縱橫中文網》（北京幻想縱橫網絡技術） 2014年9月1日至2017年6月8日期間進行連載。2017年4月播出網路動畫，2018年1月在日本開始播出。改編同名電視劇於2019年12月播出。

## 登場人物
- 丁寧：下野紘
- 陳監首：岩澤俊樹
- 梁聯：上田祐司
- 扶蘇：天崎滉平
- 夜策冷：中原麻衣
- 商家大小姐：小見川千明
- 趙四：齋賀光希
- 白山水：原由実
- 鄭秀：渕崎有里子
- 長孫浅雪：日笠陽子

## 出版書籍
| 卷數 | 標題 | 長江出版社    | 長江出版社             |
| 卷數 | 標題 | 發售日期      | ISBN                   |
| ---- | ---- | ------------- | ---------------------- |
| 1    | 大逆 | 2017年7月1日  | ISBN 978-75-492-5130-8 |
| 2    | 爭命 | 2017年12月1日 | ISBN 978-75-492-5593-1 |
| 3    | 盛會 | 2017年12月1日 | ISBN 978-75-492-5608-2 |
| 4    | 論劍 | 2017年12月1日 | ISBN 978-75-492-5607-5 |
| 5    | 剪冀 | 2019年6月1日  | ISBN 978-75-492-5967-0 |
| 6    | 舊事 | 2019年6月1日  | ISBN 978-75-492-6521-3 |
| 7    | 心伐 | 2019年6月1日  | ISBN 978-75-492-6499-5 |
| 8    | 一統 | 2019年8月1日  | ISBN 978-75-492-6646-3 |

## 動畫
2017年4月26日在影片分享網站爱奇艺播出。
日本於2018年1月6日由TOKYO MX每週六播出第1期。

### 製作人員
- 原作 - 無罪
- 監督 - 荒川真嗣
- 人物設計 - 清水恵蔵、桝井一平
- 音樂 - 立山秋航
- 音樂製作 - MAGES.
- 動畫製作 - EMT Squared
- 影像編輯 - 北嶌神匡
- 音響監督 - 安藤直子
- 選曲 - 野添靖人
- 音響效果 - 白石唯果
- 錄音調整 - 水本大介
- 音響制作 - Sound Team Junkers

### 主題曲
中文版
片頭曲「The Road」
作詞・作曲・歌 - 黄子韜
片尾曲「悠悠」
作詞・作曲・歌 - 小旭PRO

日本語版
片頭曲「宿業ノ剣」
作詞 - 磯谷佳江 / 作曲 - 成本智美 / 編曲 - 渡辺ケイタ / 歌 - 伊藤香奈子
片尾曲「いばらの灯々」
作詞 - ワラビサコ / 作曲・編曲 - 山口雄太 / 歌 - 原由実

### 播放電視台
| 播放日期               | 播放時間           | 播放電視台 | 播放地區 | 備註 |
| ---------------------- | ------------------ | ---------- | -------- | ---- |
| 2018年1月6日 - 3月24日 | 星期六 2:10 - 2:39 | TOKYO MX   | 東京都   |      |